# Serial noceurs
 (juillet 2021).
Si vous disposez d'ouvrages ou d'articles de référence ou si vous connaissez des sites web de qualité traitant du thème abordé ici, merci de compléter l'article en donnant les références utiles à sa vérifiabilité et en les liant à la section « Notes et références ».
Pour plus de détails, voir Fiche technique et Distribution.
Serial noceurs ou Garçons sans honneur au Québec (Wedding Crashers) est une comédie romantique américaine réalisée par David Dobkin, sortie en 2005.

## Synopsis
Deux amis, John et Jérémy, ont pour habitude de se rendre à des mariages où ils ne sont pas invités avec pour objectif d'emmener au moins une fille dans leur lit.
Le prochain mariage au programme est celui de la fille de William Cleary, le ministre des Finances. À l'occasion de ce mariage, la proie de Jérémy sera Gloria, une des filles de William Cleary. Après avoir couché avec elle, il aura bien des difficultés à se débarrasser d'elle.
Quant à John, il a jeté son dévolu sur Claire, une autre fille de William Cleary. Mais il y a un problème : Claire a déjà un petit ami qui se nomme Sack. La compétition sera rude pour John.

## Fiche technique
- Titre original : Wedding Crashers
- Titre français : Serial noceurs
- Titre québécois: Garçons sans honneur
- Réalisation : David Dobkin
- Scénario : Steve Faber et Bob Fisher
- Musique : Rolfe Kent
- Direction artistique : Kevin Constant
- Décors : Barry Robison
- Costumes : Denise Wingate
- Photographie : Julio Macat
- Son : Tim Chau, Andy D'Addario, John Rotondi
- Montage : Mark Livolsi
- Production : Peter Abrams, Robert L. Levy et Andrew Panay

Production déléguée : Toby Emmerich, Cale Boyter, Richard Brener et Guy Riedel
- Sociétés de production[1] : Tapestry Films, avec la participation de New Line Cinema et Avery Pix (non crédité)
- Sociétés de distribution :
  - États-Unis : New Line Cinema
  - France : Metropolitan Filmexport
  - Canada : Alliance
  - Suisse : Fox-Warner
- Budget : 40 millions de $[2]
- Pays d'origine : États-Unis
- Langue originale : anglais
- Format[3] : couleur (Technicolor) (DeLuxe) - 35 mm - 2,35:1 (Cinémascope) - son DTS | Dolby Digital | SDDS
- Genre : comédie romantique, comédie, romance
- Durée : 119 minutes / 128 minutes (version non censurée)
- Dates de sortie[4] :
  - États-Unis, Québec[5] : 15 juillet 2005
  - France, Belgique, Suisse romande[6] : 10 août 2005
- Classification[7] :
  -  États-Unis : Interdit aux moins de 17 ans (certificat #41437) (R – Restricted) [Note 1].
  -  Québec : 13 ans et plus (13+ / 13 years and over).
  -  France : Tous publics (visa d'exploitation no 113039 délivré le 28 juillet 2005)[8].

## Distribution
- Owen Wilson (V. F. : Éric Métayer ; V. Q. : Antoine Durand) : John Beckwith
- Vince Vaughn (V. F. : Jean-Philippe Puymartin ; V. Q. : François L'Écuyer) : Jeremy Grey
- Christopher Walken (V. F. : Patrick Floersheim ; V. Q. : Éric Gaudry) : William Cleary
- Rachel McAdams (V. F. : Alexandra Garijo ; V. Q. : Geneviève Désilets) : Claire Cleary
- Isla Fisher (V. F. : Dorothée Pousséo ; V. Q. : Karine Vanasse) : Gloria Cleary
- Bradley Cooper  (V. F. : Guillaume Lebon ; V. Q. : Marc-André Bélanger) : Zachary « Sack » Lodge
- Will Ferrell (V. F. : Bernard Alane ; V. Q. : François Godin) : Chazz Reinhold (non crédité)
- Jane Seymour (V. F. : Évelyne Selena ; V. Q. : Danièle Panneton) : Kathleen Cleary
- Rebecca De Mornay (V. F. : Rafaèle Moutier ; V. Q. : Isabelle Miquelon) : Mme Kroeger
- Keir O'Donnell (V. F. : Yannick Blivet ; V. Q. : Philippe Martin) : Todd Cleary
- Henry Gibson (V. F. : Jacques Brunet) : père O'Neil
- Ellen Albertini Dow (V. F. : Lily Baron) : grand-mère Mary Cleary
- Ron Canada (en) (V. Q. : Denis Gravereaux) : Randolph
- Dwight Yoakam (V. Q. : Sylvain Hétu) : M. Kroeger
- David Conrad : Trap
- Jennifer Alden : Christina Cleary
- Geoff Stults : Craig Garthe
- Ivana Božilović (de) : Ivana
- Camille Anderson : Camille
- Rachel Sterling (de) : Brunette
- Diora Baird : Vivian
- Ned Schmidtke (en) : Frank Meyers
- Stephen J. Downs : Franklin
- Jules Mandel (V. F. : Jean Lescot) : le rabbin
- Betsy Ames : Betty Cleary
- Carson Elrod : Flip Cleary
- Josh Wheeler : Kip Cleary
- John G. Pavelec : Ken Cleary
- Larry Joe Campbell : Best Man

Source et légende : Version française (V. F.) sur Doublagissimo et Version québécoise (V. Q.) sur Doublage Québec.

## Bande originale
- Sparks, interprété par Coldplay
- Aside, interprété par The Weakerthans
- I Hope Tomorrow Is Like Today, interprété par Guster et Ben Kweller
- Blue Rondo A La Turk, interprété par The Dave Brubeck Quartet
- Celebrity Judges, interprété par Crumb
- Stay with Me, interprété par The Faces
- Springtime, composé par Christophe Beck
- Levi's Locomotive, interprété par Matter Music[11]
- Amber, interprété par Matter Music
- Keep It Comin' Love, interprété par Matter Music
- Hava Negila, interprété par Klezmer Juice
- Concerto pour cor (mi bémol majeur) K.495, composé par Wolfgang Amadeus Mozart et interprété par The Swingle Singers
- Shout, interprété par The Isley Brothers
- Love Underground, interprété par Robbers on High Street
- Ouverture des Noces de Figaro, composé par Wolfgang Amadeus Mozart et interprété par Hungarian Stgate Opera Orchestra
- Canon in D, interprété par Pete Snell
- Chœur des fiançailles de Lohengrin, composé par Richard Wagner
- Marche nuptiale de Songe d'une nuit d'été, composée par Felix Mendelssohn
- Camp Hollywood Special, interprété par The Bill Elliott Swing Orchestra
- Fly Me to the Moon (In Other Words), interprété par Matter Music
- Little Brown Jug, interprété par Matter Music
- I Dreamed About You, interprété par The Bill Elliott Swing Orchestra
- Snake's Revival, interprété par Matter Music
- Enrico Swing, interprété par Matter Music
- Ducky's Serenade, interprété par Matter Music
- Symphonie n° 103, composée par Joseph Haydn et interprété par L'Archibudelli
- In the Summertime, interprété par Mungo Jerry
- Oh Love's a Lovely Thing, interprété par Shanna Carlson
- Everyone Says I Love You, composé par Bert Kalmar et Harry Ruby
- Sweetheart, interprété par Jont

## Accueil

### Box-office
- Box-office États-Unis : 209 218 368 dollars[12]
- Box-office France : 376 223 entrées[13]
- Box-office Mondial : 285 139 188 dollars[14]

## Distinctions
Entre 2005 et 2006, Serial noceurs a été sélectionné 22 fois dans diverses catégories et a remporté 11 récompenses,.

### Récompenses
- Association des critiques de cinéma de Saint-Louis 2005 : Prix SLFCA du Meilleur film d'animation, musical ou comique.
- Prix du cinéma hollywoodien 2005 : Prix de la révélation hollywoodienne de la Meilleure actrice décerné à Rachel McAdams.
- Prix du jeune public 2005 : Prix du jeune public du Meilleur film d'été.
- MTV Movie Awards 2006[15],[16] :
  - Prix du film MTV du Meilleur film,
  - Prix du film MTV de la Meilleure équipe à l'écran décerné à Vince Vaughn et Owen Wilson,
  - Prix du film MTV de la Meilleure révélation féminine de l'année décerné à Isla Fisher.
- Prix de la bande-annonce d'or 2006 : Prix de la bande-annonce d’or de la Meilleure bande-annonce d’une comédie.
- Prix du jeune public 2006 : Prix du jeune public de la Meilleure actrice dans un film de comédie décerné à Rachel McAdams.
- Prix du public 2006 :
  - Prix du public de l'Alchimie à l'écran préférée décerné à Vince Vaughn et Owen Wilson,
  - Prix du public de la Comédie préférée.
- Société de casting d'Amérique 2006 : Prix Artios du Meilleur casting pour un film de comédie décerné à Lisa Beach et Sarah Katzman.

### Nominations
- Prix Schmoes d'or (Golden Schmoes Awards) 2005 :
  - Film le plus surestimé de l'année,
  - Meilleure comédie de l'année,
  - La plus grande surprise de l'année.
- Association des critiques de cinéma 2006 : Meilleure comédie.
- Editeurs de cinéma américain 2006 : Meilleur montage d'un film comique ou musical pour Mark Livolsi.
- MTV Movie Awards 2006[15],[16] :
  - Meilleure performance comique pour Vince Vaughn,
  - Meilleure performance comique pour Owen Wilson.
- Prix du jeune public 2006 :
  - Meilleure révélation féminine de l'année au cinéma pour Isla Fisher,
  - Meilleur baiser pour Rachel McAdams et Owen Wilson,
  - Meilleure crise de colère pour Isla Fisher.
- Prix Empire 2006 : Meilleure comédie.

## Autour du film
- Le tournage du film a duré 52 jours et s'est déroulé à Los Angeles, Washington, sur la côte Est du Maryland et dans plusieurs endroits de la région[17].
- Owen Wilson et Vince Vaughn avaient déjà tourné sous la direction de David Dobkin : le premier pour Shanghai Kid 2 et le second pour Clay Pigeons[17].
- La peinture offerte à Jeremy par Todd dans le film a été gardée par Vince Vaughn après le tournage[18].
- Le film aurait rapporté près de 285 millions de dollars de recettes à travers le monde. Sur le territoire américain, il rapporta plus de 209 millions de dollars pour un budget de 40 millions. Il s'agit d'un des premiers gros succès personnels d'Owen Wilson.[réf. souhaitée]

## Suite
- Une suite est toujours envisagée, Serial Noceurs 2 (The Wedding Crashers 2)[19], bien qu'il y ait eu un report de sa sortie[20].